# 宜昌市第八中学
30°42′42″N 111°18′43″E / 30.71167°N 111.31194°E
宜昌市第八中学，又称三峡大学附属中学位于湖北省宜昌市西陵区城东大道3号，占地面积达28987㎡，建筑面积8088㎡。